# Andebeles

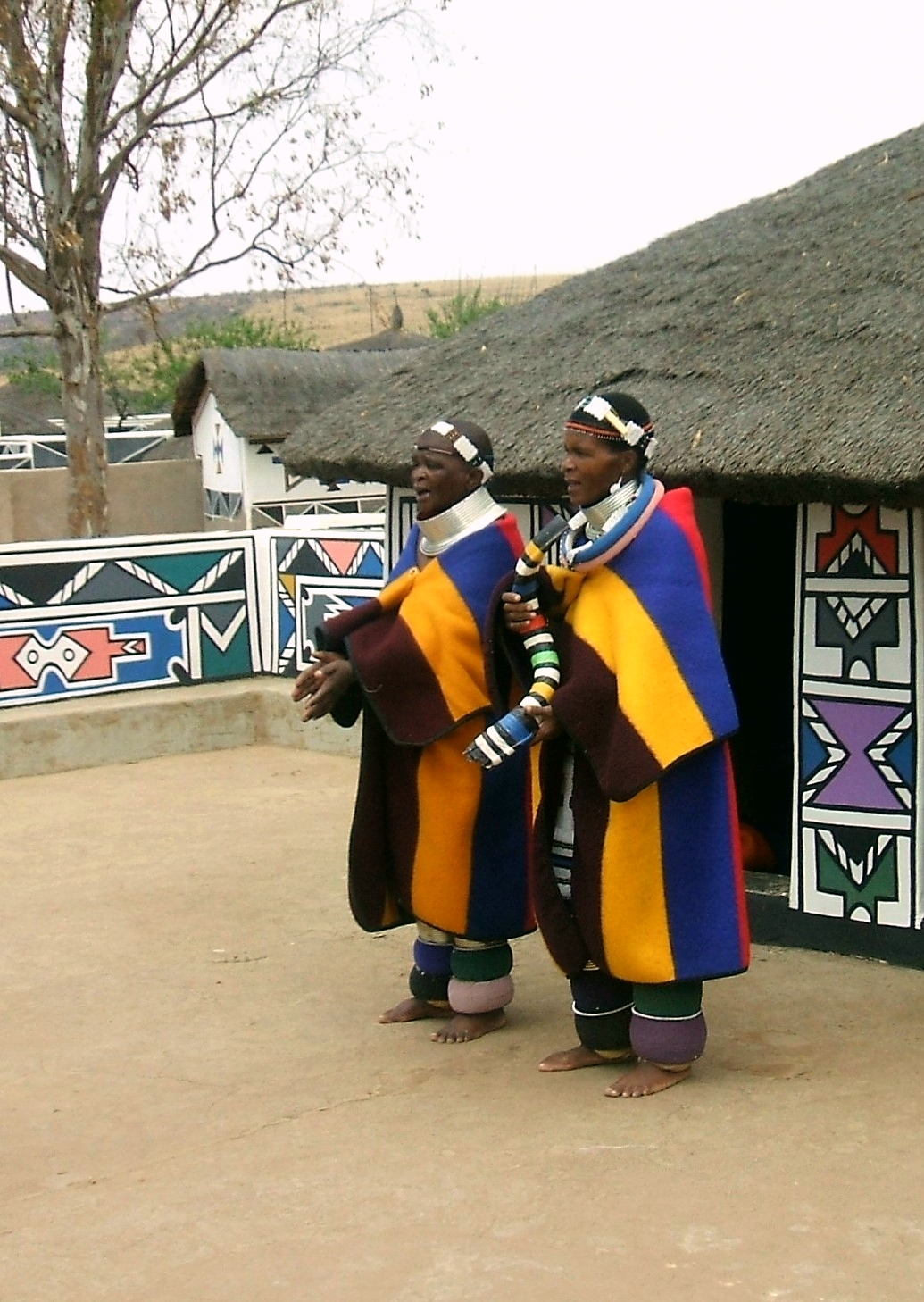
Vestimentas de mulheres andebeles meridionais casadas.

Os andebeles (ndebele) ou andebeles meridionais são um grupo étnico de origem angune que vivem em território sul-africano. 
Estima-se que este grupo étnico é formado por cerca de 650 mil pessoas sendo um dos poucos povos que conseguiram preservar suas tradições.
A arte andebele, um importante aspecto cultural deste povo, é reconhecida internacionalmente pela utilização de cores vibrantes e padrões geométricos em pinturas para as fachadas de suas casas. Os grafismos são realizados sem o auxílio de esboços ou medições, sendo utilizada apenas a habilidade manual das mulheres do povo. Além disso, apenas as mulheres se dedicam a esse tipo de arte. As mulheres andebeles são afastadas do convívio social masculino e, ao entrarem na puberdade, passam cerca de três meses aprendendo os segredos das pinturas e artesanatos. Este período de estudo é o que indicará se elas serão boas esposas e boas mães.

## História
A história dos andebeles meridionais está relacionada a formação dos povos angunes que ocupavam as planícies costeiras orientais da África do Sul. Entre os anos 1400 e o início de 1800, vários pequenos clãs de soto-tsuanas (que habitavam o planalto de Dracoberga) e se dividiram e se fundidiram com alguns clãs angunes para formar novos clãs, que passaram a habitar o planalto.
Foi o chefe Mafana o primeiro líder de um clã angune a migrar do plantalto de Dracoberga em direção ao norte. Este fato histórico é identificado como evento fundador dos povos andebeles meridionais. O sucessor de Mafana, Mhalanga, teve um filho chamado Musi que se afastou mais ainda de seus povos irmãos em 1600 e estabeleceu-se nas colinas de Gautengue. Após a morte de Musi, seus dois filhos, Manala e Andzundza, entraram em conflito pela chefia do clã, o que ocasionou a divisão em dois clãs: os manalas e os andzundzas. O Conflito Manala-Andzundza forçou uma grande migração na região. Enquanto os manalas permaneceram no norte, eventualmente sendo absorvidos pelos povos soto-tsuanas, os andzundzas migraram para o leste e para o sul.
A formação etnico-linguística dos andebeles (matabeles e andebeles meridionais) ocorreu com a interação por guerras e conflitos do clã cumalo dos zulus, liderado por Mzilikazi, que passou a dominar a zona habitada pelo clã andzundza (que ainda não havia se constituído como povo andebele meridional). Muitos membros do clã andzundza foram absorvidos pelo clã cumalo dos zulus durante a conquista do Transvaal. Por fim, os cumalos dos zulus atacaram o craal dos andzundzas em Esikhunjini, onde um dos chefes do clã andzundza, Magodongo, foi sequestrado e posteriormente morto no rio Mkobola. Tais conflitos forçaram o clã andzundza a migrar do Gautengue e do Transvaal para a zona sul de Mepumalanga e para o Estado Livre de Orange.
Em 1883, no reinado do chefe Mabhogo, a guerra entre os andzundzas (andebeles meridionais) e os bôeres se iniciou. A guerra com os bôeres forçou Mzilikazi (e o seu clã cumalo dos zulus) a migrar para o norte (Zimbábue), constituíndo os matabeles, enquanto que os andzundzas ficaram no sul (Estado Livre e Mepumalanga), constituíndo-se como andebeles meridionais/andebeles do sul. Durante a guerra com os bôeres os andebeles do sul fugiram e se esconderam em túneis subterrâneos em uma fortaleza nas montanhas, nas cavernas de Mapoch, em Mepumalanga, e assim resistiram por oito meses. As tropas de Mabhogo passaram pelas linhas inimigas sendo indetectáveis. Entretanto, duas mulheres foram sequestradas e torturadas e uma delas revelou o paradeiro de Mabhogo. O relato da mulher ocasionou a derrota do chefe e, por consequência, a estrutura tribal coesa foi quebrada e as terras tribais confiscadas. Apesar da desintegração política, os andebeles conseguiram manter sua unidade cultural.
A dominação colonial bôer e depois britânica obrigou os andebeles meridionais novamente a migrar, desta uma vez do sul para o norte de Mepumalanga e para o sul do Limpopo, terras onde atualmente residem.

## Cultura

### Estruturas políticas e sociais
A autoridade andebele era pertencente ao chefe tribal que é auxiliado por um conselho familiar ou interno. As alas eram administadas pelos chefes das alas e grupos familiares que eram governados pelos chefes das famílias. A unidade residencial da família (umuzi) era constituída pelo chefe de família e se ele tivesse mais de uma esposa, o umuzi era dividido em duas metades, uma para cada esposa. Ás vezes, o umuzi se transformava em uma unidade residencial mais complexa quando os filhos casados do chefe e os irmãos mais novos uniam-se à família. Cada tribo consistia em vários clãs que reuniam um grupo de indivíduos cujo ancestral na linha paterna era o mesmo.

### Casamento
Quando estão na idade ideal para o matrimônio, as mulheres recebem um xale que simboliza o status de mulher casada e uma boneca cujo nome atribuído pela dona será dado a sua primeira filha.
No casamento, a noiva não deve sorrir, pois se espera que ela demonstre tristeza ao sair da casa de seu pai. Outro ritual relativo às mulheres é que a noiva tem seu cabelo raspado na frente para poder colocar um acessório de casamento em sua cabeça que é confeccionada com fibras vegetais. Além disso, a mulher também usa um painel central endurecido com uma mistura de terra e migau de ardósia decorado com miçangas e uma pena de ave rara para poder cobrir a peça em sua cabeça. O corpo da noiva é pintado com gordura de ardósia e em seu rosto é aplicada vaselina para dar brilho a sua face, com o intuito de deixá-la atraente. A cerimônia de casamento é demorada e deixar o acessório cair da cabeça ou quebrar, durante a cerimônia, é uma vergonha.
Além disso, as mulheres casadas usavam um avental de cinco dedos (ijogolo) para representar o ápice do casamento, que só ocorre depois do casamento do primogênito. O cobertor de matrimônio (nguba) usado por mulheres casadas era decorado com miçangas para registrar os eventos significativos na vida de uma mulher, por exemplo, tiras longas de contas representavam a cerimônia de iniciação do filho da mulher e mostrava que a mulher havia alcançado um status mais alto na tribo. As tiras também simbolizavam a alegria de o filho ter alcançado a masculinidade e, ao mesmo, tempo a tristeza de perdê-lo para o mundo adulto.
O casamento só eram celebrados entre membros de diferentes clãs. A noiva era mantida em isolamento por duas semanas antes do casamento, longe dos olhares dos homens, em uma estrutura construída na casa de seus pais. A noiva receberia o cobertor matrimonial durante o casamento e adicionaria miçangas a ele.

### Crenças
A sociedade andebele tradicional, acreditava que forças externas ocasionavam doenças, como feitiços ou maldições. O curandeiro oficial da tribo tira o poder de derrotar essas forças. Os médicos tradicionais eram médiuns que possuiam a capacidade de invocar espíritos ancestrais.

## Grafismos andebeles

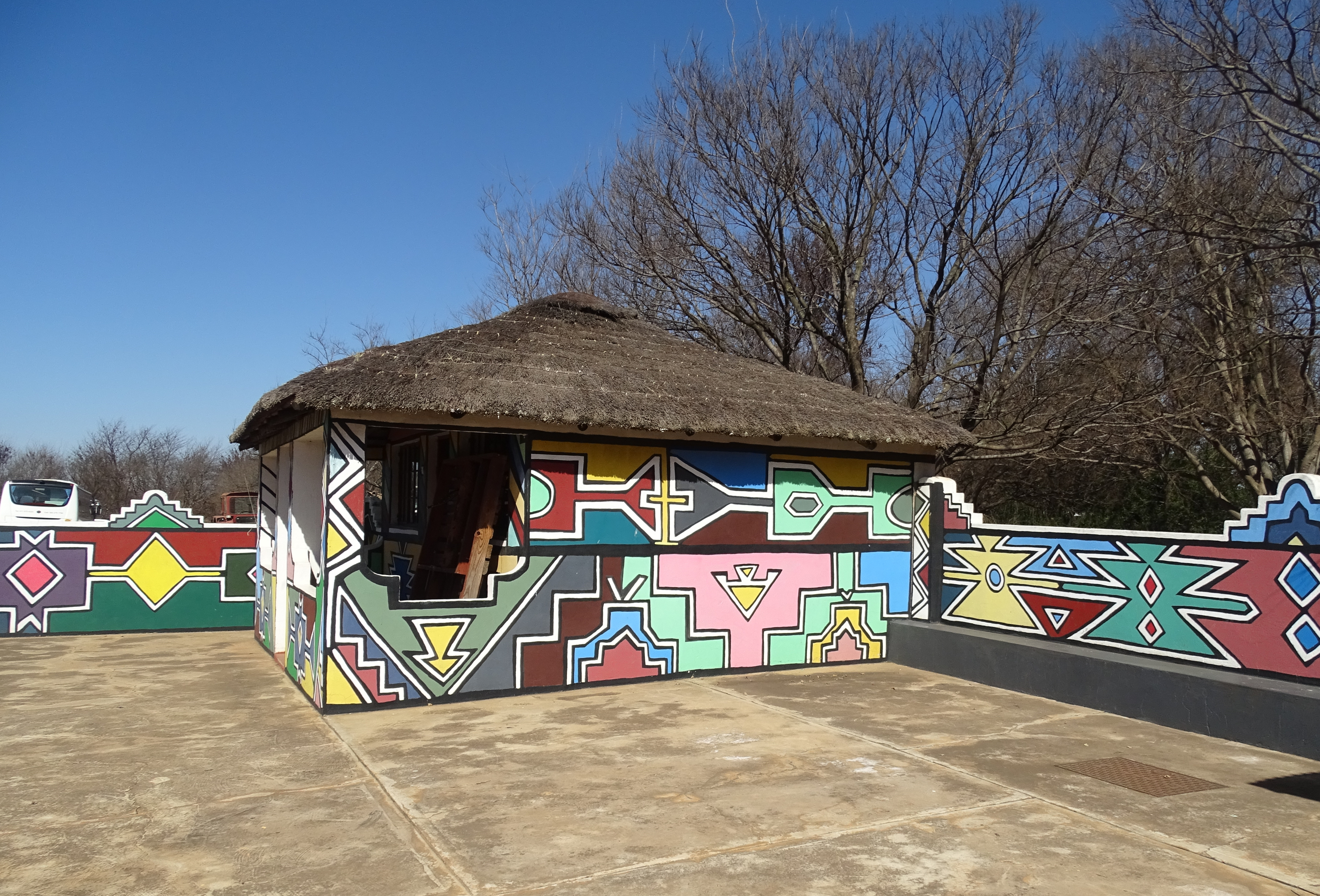
Grafismo andebele em casas.

As paredes traseiras e laterais das casas eram pintadas com tons terrosos e formas geométricas modeladas com os dedos. As bordas eram pintadas com cores escuras, forradas de branco, em janelas menos importantes no pátio interno e nas paredas externas.
Os artistas andebeles contemporâneos utilizam uma paleta de cores com uma variedade maior de tons e matizes do que os artistas tradicionais que costumavam utilizar tons terrosos produzidos com ocre moído, argilas de cores naturais ( marrom, verrmelho escuro, branco, rosa e amarelo ouro, verde, azul) e o preto era extraído do carvão vegeta e as pinturas eram feitas com os dedos. As cores vivas eram feitas na ordem do dia. E, conforme o contato dos andebeles com a cultura ocidental foi aumentando, os artistas passaram a empregar certas mudanças em sua arte. Além da adição das cores vivas, foram adicionadas representações estilizadas aos desenhos geométricos tradicionais.

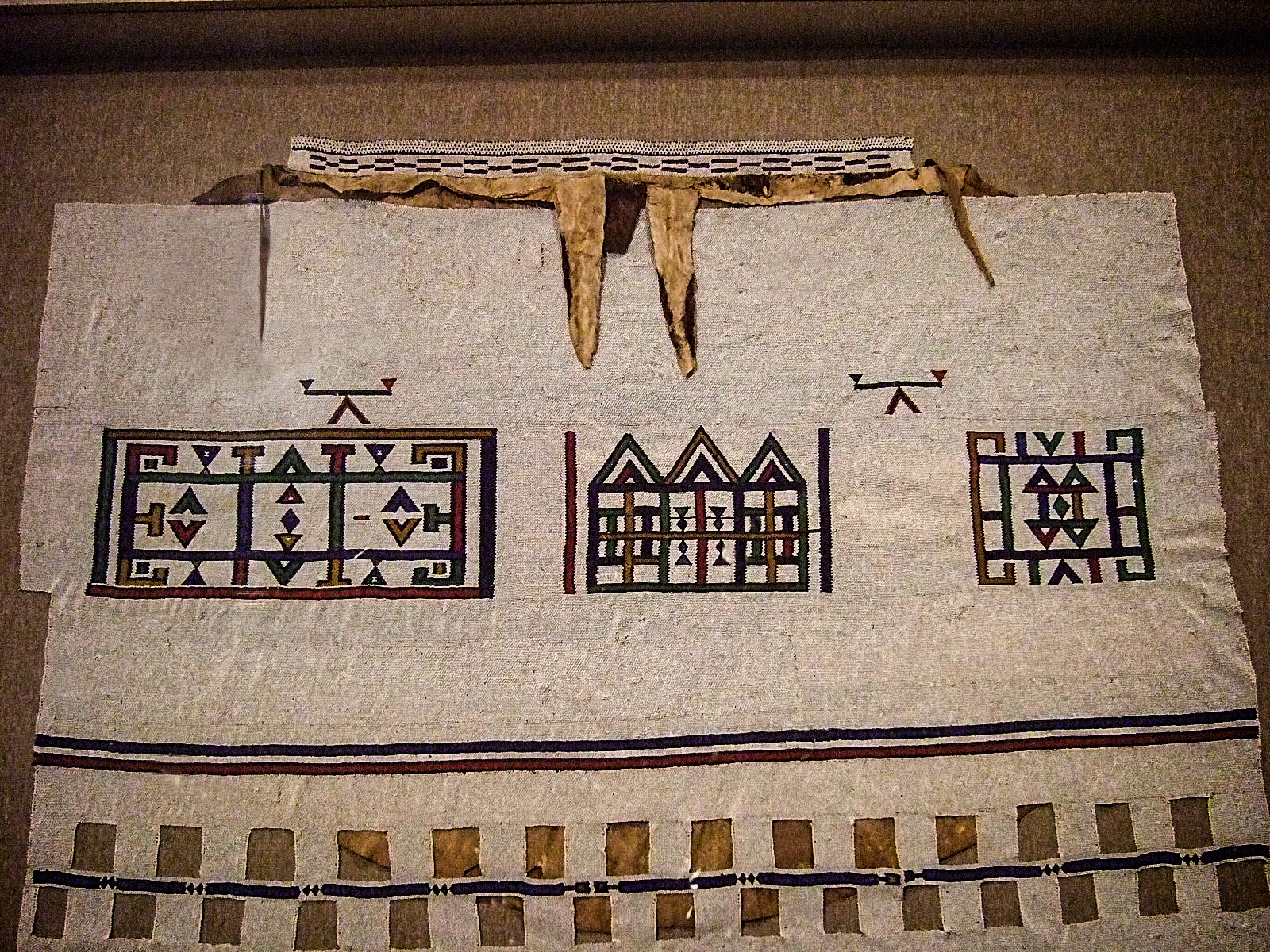
Cape bordada (Linaga) pelos andebeles no início do século XX - Museu de Arte de Dallas

Antigamente, os pigmentos naturais eram utilizados com mais frequência para pintar as paredes de barro, entretanto, estes pigmentos eram desmanchados pelas chuvas de verão. Atualmente, os pigmentos acrílicos são mais utilizados.
A artista andebele, Esther Mahlangu é reconhecida internacionalmente pela aplicação dessas técnicas gráficas em sua arte ousada com designs que têm ligação com miçangas, adornos e joias andebeles.
Mahlangu trabalhou em obras para uma exposição coletiva influente em Paris, o que fez a herança de seu povo ser reconhecida no cenário internacional. Além  disso, a artista já foi contratada, pela BMW, para pintar um Art Car tornando-a a única artista feminina e não ocidental a ingressar em fileiras que incluíam Alexander Calder,  Andy Warhol e David Hockney.
Os designs de Mahlangu trazem traços evidentes nas roupas das mulheres andebeles que que identificam os status de solteira, noiva ou casada. Ainda que, ela tenha utilizado tons terrosos inicialmente, a tradição adotou tons vibrantes, substituindo o ocre moído e musgo por rosa choque e azul elétrico.